# آرثر تشارلز كلارك
السير آرثر تشارلز كلارك (بالإنجليزية: Arthur C. Clarke) (رتبة قائد في الإمبراطورية البريطانية، وزميل الجمعية الفلكية الملكية) (16 ديسمبر 1917-19 مارس 2008)، كاتب خيال علمي بريطاني وكاتب علمي ومستقبلي، مخترع ومستكشف للبحار، ومضيف لسلسلة تلفزيونية.
شارك في كتابة سيناريو فيلم عام 1968 باسم: ملحمة الفضاء 2001، وهو أحد أكثر الأفلام تأثيرًا في كل العصور. كان كلارك كاتبًا علميًا ومبسّطًا شغوفًا بالسفر إلى الفضاء ومستقبليًا ذي قدرات مميزة. كتب أكثر من عشرة كتب والعديد من المقالات لمجلات مشهورة. في عام 1961، حصل على جائزة كالينغا، وهي جائزة اليونسكو لتبسيط العلوم. أكسبت كتابات كلارك في العلم والخيال العلمي إياه لقب «نبي عصر الفضاء». مكنته كتاباته الخيالية العلمية على وجه الخصوص من الحصول على عدد من جوائز هوغو ونيبولا، وأصبح نتيجة لذلك ولامتلاكه جمهورًا كبيرًا من القراء أحد الشخصيات البارزة لهذا النوع. لسنوات عديدة، اشتهر كلارك وروبرت هينلين وإسحاق عظيموف باسم «الثلاثة الكبار» في الخيال العلمي.
كان كلارك مناصرًا مدى حياته للسفر إلى الفضاء. في عام 1934، حين كان مراهقًا، انضم إلى جمعية بين الكواكب البريطانية. في عام 1945، اقترح نظامًا للاتصال عبر الأقمار الصناعية باستخدام المدارات الجغرافية الثابتة. وكان رئيس جمعية بين الكواكب البريطانية في 1946-1947 ومرة أخرى في 1051-1953.
هاجر كلارك من إنجلترا إلى سريلانكا (سيلان سابقًا) عام 1956، ليواصل اهتمامه بالغوص بجهاز التنفس المكتفي ذاتيًا. اكتشف ذلك العام الأطلال المغمورة بالماء لمعبد كونيسفارام القديم في ترينكومالي. عزز كلارك شعبيته في ثمانينيات القرن العشرين، إذ عمل كمضيف للبرامج التلفزيونية مثل عالم آرثر سي كلارك الغامض. عاش في سريلانكا حتى وفاته.
لُقّب كلارك قائدًا في الإمبراطورية البريطانية (سي بي إي) في عام 1989 «لخدمته المصالح الثقافية البريطانية في سريلانكا». وحصل على لقب فارس في عام 1998 ونال أعلى مرتبة شرف مدنية في سريلانكا، وهي سري لانكابيمانيا، في عام 2005.

## سيرة حياته

### سنواته المبكرة
ولد كلارك في ماينهيد، سومرست، إنجلترا، وترعرع في قرية بيشوب لايديرد المجاورة. حين كان صبيًا، عاش في مزرعة، واستمتع بتأمل النجوم، وجمع الحفريات، وقراءة مجلات اللب الأمريكية في الخيال العلمي. حصل على تعليمه الثانوي في مدرسة هويش للقواعد في تونتون. شملت بعض مؤثراته المبكرة بطاقات سجائر الديناصور، ما أدى إلى بدء شغفه بالحفريات من عام 1925. عزا كلارك اهتمامه بالخيال العلمي إلى قراءته لثلاثة عناصر: قضية نوفمبر 1928 المتمثلة في قصص مذهلة عام 1929؛ والرجل الأخير والأول من تأليف أولاف ستابليدون عام 1930؛ وفتح الفضاء بقلم ديفيد لاسر عام 1931.
في مراهقته، انضم إلى الجمعية الفلكية للشباب وساهم في مجلة الجمعية التي دُعيت أورانيا، والتي حررتها ماريون إيدي في غلاسكو. بناء على طلب كلارك، أضافت قسمًا للملاحة الفضائية، تضمن سلسلة من المقالات التي كتبها كلارك عن المركبات الفضائية والسفر إلى الفضاء. ساهم كلارك أيضًا في أجزاء من ركن المناظرات والمناقشات، شملت هذه الأجزاء ضربة مضادة لمقال أورانيا الذي عرض قضية معارضة للسفر إلى الفضاء، وذكرياته لفيلم والت ديزني فانتازيا. انتقل إلى لندن عام 1936 وانضم إلى مجلس التعليم كمدقق للرواتب التقاعدية. تشارك مع بعض زملائه من كتّاب الخيال العلمي في شقة في شارع غرايز إن، حيث حصل على لقب «الأنا» بسبب استيعابه للموضوعات التي تهمه، وسمي مكتبه المليء بالتذكارات لاحقًا باسم «غرفة الأنا». 

## أعماله
- موعد مع راما
- 2001: ملحمة الفضاء
- المدينة والنجوم
- رمال كوكب المريخ
- الجانب الآخر من السماء
- سقوط الكوكب الترابي
- تقرير عن الكوكب 3

## روابط خارجية
- آرثر سي كلارك على موقع IMDb (الإنجليزية)
- آرثر سي كلارك على موقع الموسوعة البريطانية (الإنجليزية)
- آرثر سي كلارك على موقع مونزينجر (الألمانية)
- آرثر سي كلارك على موقع ألو سيني (الفرنسية)
- آرثر سي كلارك على موقع ميوزك برينز (الإنجليزية)
- آرثر سي كلارك على موقع إن إن دي بي (الإنجليزية)
- آرثر سي كلارك على موقع ديسكوغز (الإنجليزية)
- آرثر سي كلارك على موقع قاعدة بيانات الفيلم (الإنجليزية)